# Московское речное пароходство
Московское речное пароходство — предприятие, специализирующееся на перевозках грузов и пассажиров по воде в Европейской части России.
Перевозки осуществляются около 150 грузовыми и 20 пассажирскими кораблями. В состав флота компании входит также добывающая и погрузочно-разгрузочная техника, буксиры. С 2012 года в состав пароходства входило подразделение «МРП-танкер», занимавшееся перевозкой нефтепродуктов.
Публичное акционерное общество «Московское речное пароходство» (ПАО МРП) расположено по адресу: 125195, Россия, Москва, Ленинградское шоссе, д. 69, корп.1.

## История

### До Октябрьской революции

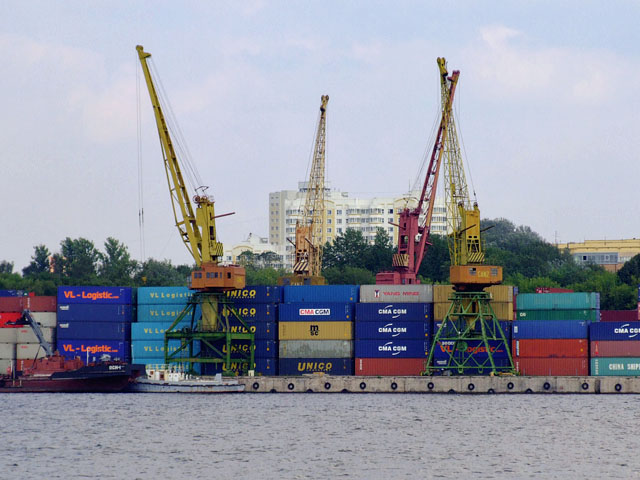
Северный речной порт Московского речного пароходства

26 января 1857 года, гвардии капитан и житель города Касимова Геннадий Николаевич Львов подал прошение об организации пароходства по рекам Москве, Оке и Волге. Прошение было удовлетворено 29 мая того же года приказом «по ведомству путей сообщения и публичных зданий № 105». Официально же свою историю Московское речное пароходство отсчитывает от 1858 года, когда начались первые регулярные рейсы. 29 апреля пароход «Москва» и 4 мая пароход «Николай» отправились с грузом и пассажирами из Москвы в Нижний Новгород и в Коломну. Об этом газета «Ведомости Московской городской полиции» написала в объявлении:
Контора сим честь имеет объявить, что 29 сего апреля в 10 часов утра пароход отправится из Москвы в Нижний Новгород, а потому принимаются пассажиры и кладь всякого рода во все места, лежащие по течению рек Москвы и Оки, о цене за проезд пассажиров и клади можно узнать в Конторе пароходства на Москве-реке близ Краснохолмского моста в доме Рейхенау.
С этого времени компания производила перевозки водным транспортом, развивала водную инфраструктуру, внедряла новые виды тяги. Вскоре стали появляться и другие пароходные конторы. В 1874—1877 годах в районе Москвы были построены плотины: Перервинская, Бесединская, Андреевская, Софьинская, Фаустовская и Северская (см. Москворецкая шлюзованная система). Плотины имели шлюзы и давали проход судам с осадкой до 90 см. Строительство плотин способствовала росту перевозок компании от устья реки Москвы до города Москвы.
С 1880-х годов пароходное судостроение в России активно развивается. На рубеже XX века для нужд компании строились пристани, закупались подъемные машины, пароходы, строились судостроительные предприятия. В 1900 году в Московско-Окском бассейне насчитывалось 106 паровых судов, из которых 96 были отечественного производства. Наибольшая скорость парохода против течения достигала 15 вёрст в час. В 1906 году было открыто буксирное судоходство. К 1918 году в Московско-Окском бассейне было 165 самоходных и 814 несамоходных судов.

### Советское время
Декретом от 5 февраля 1918 года все судоходные предприятия были объявлены «общенациональной неделимой собственностью Советской республики». Национализация шла постепенно и была полностью завершена к 1924 году. В 1920-е годы новых пароходов в стране строилось очень мало. В 1931 году была организована компания «Московско-Окское управление речного пароходства» (МОУРП), приняв на баланс 48 грузопассажирских и грузовых пароходов, 68 буксиров и 406 единиц несамоходного флота. В середине 1930-х годов в ходе второй пятилетки началась активная реконструкция водного транспорта. Строились суда новых типов мощностью от 200 до 320 л.с., которые пополняли Московско-Окский флот. После ввода в эксплуатацию канала Москва — Волга объём перевозок грузов и пассажиров в московском регионе резко увеличился. Было образовано новое пароходство «Москва-Волга канал». Для него строились пассажирские суда типа «Михаил Калинин» мощностью 700 л.с. и буксиры типа «Дубна» мощностью 300 л.с. В 1938 году пароходства московского региона пополнились катерами типа «Сокол».
После начала Великой Отечественной войны многие работники речного транспорта ушли на фронт. Им на смену пришли женщины и подростки. Пароходства занимались эвакуацией москвичей и промышленных предприятий в тыл. Только в июле 1941 года из Москвы на речных судах было вывезено 110 человек, в первую очередь детей. Корме того, речной транспорт занимался доставкой в столицу топлива и продуктов питания. Когда в октябре 1941 года фронт стал приближаться к Москве многие речные суда передали Московскому военному округу. Пароходы переоборудовались в плавучие госпитали, буксиры использовались в качестве боевых кораблей. За время войны из-за бомбёжек и артиллерийских обстрелов пароходства потеряли 26 грузопассажирских и 40 буксирных судов и более 200 единиц несамоходного флота. За вклад в борьбу с нацистской Германией более 280 речников были награждены медалью «За оборону Москвы», десятки удостоились орденов «Знак Почёта», «Красной Звезды» и медали «За трудовую доблесть». Пароходство «Москва-Волга канал» 7 раз награждалось переходящим Красным Знаменем Государственного комитета обороны. После окончания войны флот московских пароходств пополнился иностранными судами, полученными по репарации.
Для водных прогулок в живописные места Подмосковья, расположенные на Канале имени Москвы, завод «Красное Сормово» поставил пассажирские суда на 150 мест, названные в честь лётчиков-Героев Советского Союза: «Водопьянов», «Громов», «Чкалов», «Беляков», «Байдуков», «Коккинаки». В 1950-1960-е года Московское речное пароходство осуществляло движение пассажирских судов и реализовало (соместно с Московским городским экскурсионным бюро и др.) путёвки по следующим направлениям:
Северный речной вокзал
- Москва—Астрахань (пароходы, 21 сутки)
- Москва—Ростов (дизельэлектроходы в т.ч. «Интурист» и Горьковское туристско-экскурсионное управление ВЦСПС, 19 суток)
- Москва—Молотов (пароходы, 18 суток)
- Москва—Горький—Москва: «Кругосветка» по каналу и рекам Волга, Ока, Москва-река (пароходы, 9 суток)
- Москва—Череповец через Рыбинское море (теплоход, 5 суток)
- Москва—Московское море (теплоход, около суток)
- Москва—Казань (грузо-пассажирская линия, теплоходы, 13 суток)
- Москва—Уфа (пароходы, 19 суток)
- Москва—Ульяновск—Уфа (пароходы, 20 суток)

Южный речной вокзал
- Москва—Горький (пароходы, 10 суток)

Северный речной вокзал, теплоходы типа «Громов»
- Москва—Тишково (см. схему движения)
- Москва—Рождественка
- Москва—Пирогово
- Москва—Чиверёво
- Москва—Новосельцево

- Большой московский по Москве-реке (Южный речной вокзал—Северный речной вокзал, 5 часов 30 мин)
- Подмосковный экскурсионный (Северный речной вокзал—51-й километр канала шлюз №6—Северный речной вокзал, 102 км, 10 часов)
- Подмосковный прогулочный (Северный речной вокзал—Хвойный Бор или Солнечная поляна или Лесное—Северный речной вокзал, 8 часов)
- Туристический (Северный речной вокзал—Хвойный Бор или Солнечная поляна—Северный речной вокзал, 8 часов)
- Фестивальный по Москве-реке (пристань Новоспасский мост—Серебряный Бор—пристань Новоспасский мост, 72 км, 8 часов 50 мин)
- Прогулочный по Москве-реке (Южный речной вокзал—Серебряный Бор—Южный речной вокзал, 82 км, 8 часов 40 мин)
- Рублёвский  (пристань Крымский мост—Рублёво—пристань Крымский мост, 102 км, 9 часов)
- Москворецкий (пристань Киевский вокзал—Петровский лес—пристань Киевский вокзал, 126 км, 13 часов)
- Исторический (пристань Киевский вокзал— село Коломенское—пристань Киевский вокзал, 80 км, 9 часов)
- Кунцевский (Южный речной вокзал—Кунцево—Южный речной вокзал, 70 км, 7 часов 40 мин)
- Кольцевой (пристань Крымский мост—Серебряный Бор—Кунцево—пристань Крымский мост, 63 км, 8 часов 30 мин)
- Молодёжный (Северный речной вокзал—Учинское водохранилище—Северный речной вокзал)
- Вечерние прогулки (Северный речной вокзал—Клязьминское водохранилище или Солнечная Поляна—Северный речной вокзал, 38 км и др.)
- Субботние прогулки (пристань Киевский вокзал— село Коломенское—пристань Киевский вокзал и др.)

В 1954 году компания «Московско-Окское управление речного пароходства» была объединена с пароходством «Москва-Волга канал» и получила название «Московское речное пароходство». Начальником объединённого пароходства стал Александр Илларионович Шемагин. В обновлении флота Московского речного пароходства важную роль сыграл Московский судостроительный и судоремонтный завод. На нём строились теплоходы «Москвич», буксиры «Речной», «РТ» и другие суда. Старые суда заменялись новыми. Последняя в пароходстве деревянная баржа прослужила до 1969 года, последний колёсный буксир «Измаил» прослужил до 1970-х годов, а колёсный пассажирский пароход «Станюкович» был списан в 1983 году.
По данным на конец 1970-х годов, перевозки осуществлялись около 1400 грузовыми и 250 пассажирскими кораблями. Пассажиры перевозились на двух-, трёхпалубных теплоходах, скоростных судах «Метеор», «Ракета», «Заря». По Москве компания перевозила пассажиров на теплоходах «Москвич» и «Москва». Действовало и Детское речное пароходство, которое имело три корабля и занималось обучением детей, посещавших московские клубы юных моряков, морскому делу. Объём годовых грузоперевозок пароходства достигал 50 млн тонн грузов. Услугами пароходства за год пользовались около 20 млн пассажиров.

### Наши дни

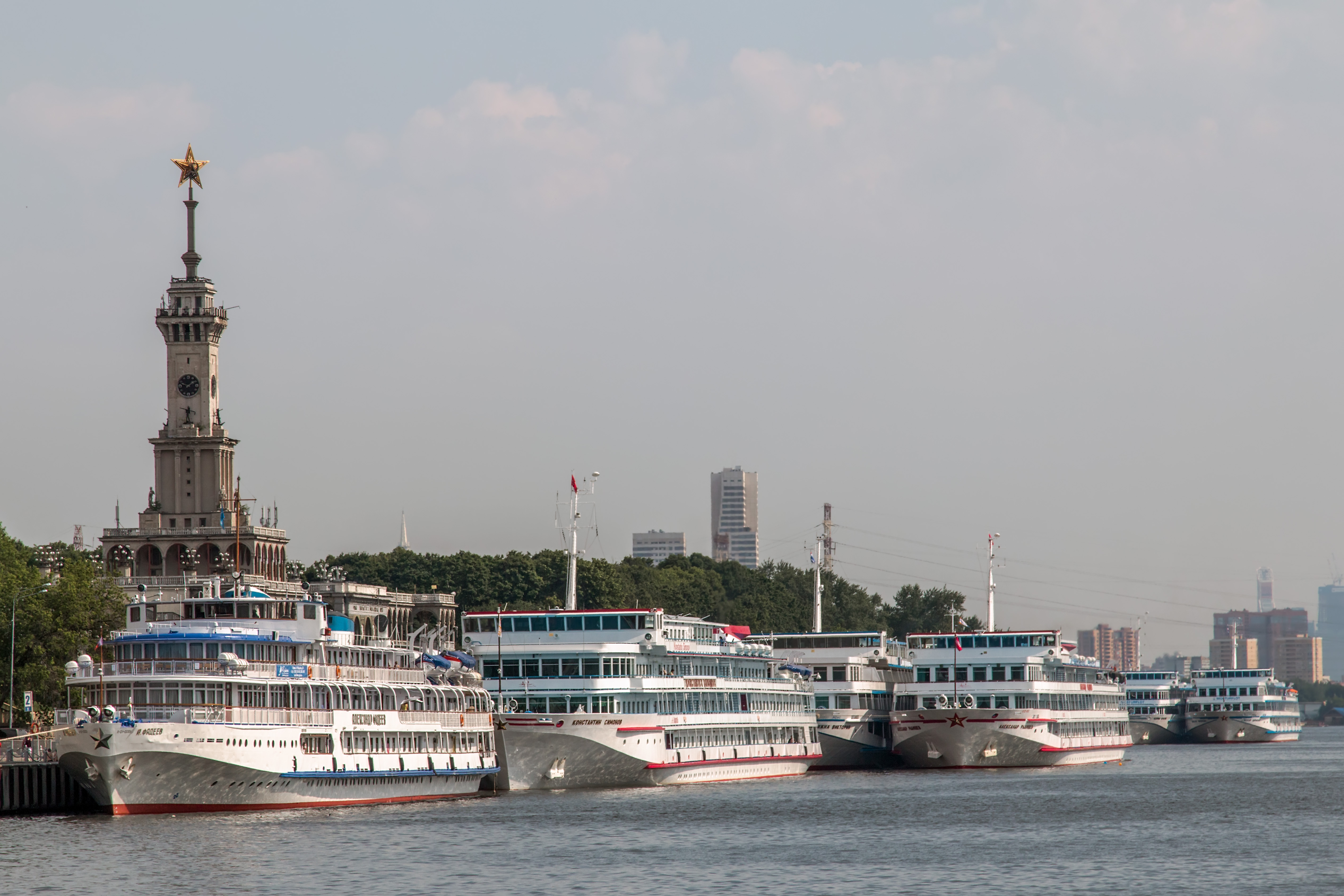
Круизные теплоходы компаний Мостурфлот («Александр Фадеев», «Княжна Виктория» и др.) и ВодоходЪ («Александр Радищев», «Константин Симонов») у Северного речного вокзала

В 1994 году предприятие Московское речное пароходство было акционировано. К концу XX — началу XXI века в связи с изменением транспортной инфраструктуры страны значительно снизился объём речных грузоперевозок. В день по Москве проходят всего 2–3 транспорта. В Москву речные суда доставляют нерудные природные материалы, щебень, а также уголь для ТЭЦ. Востребованность некоторых пассажирских речных маршрутов снизилась. Круиз Москва–Санкт-Петербург по-прежнему остаётся популярным, причём среди иностранцев.
В настоящее время Московское речное пароходство имеет 12 портов (Северный, Западный, Южный — в Москве, порт в Кимрах и других городах), 5 судостроительно-судоремонтных заводов. Всего в управлении пароходства компании находится 26 предприятий.
Пароходство организует летние речные круизы для туристов из России, ближнего и дальнего зарубежья.

## Награды
Орден Трудового Красного Знамени (1976).

## Руководство
Генеральный Директор ПАО Московское речное пароходство — Искрин Александр Валерьевич.